# Base aérienne de Kotakoli
L'aéroport de Kotakoli  (code IATA : KLI • code OACI : FZFP) est un aéroport de la base militaire situé à Kotakoli dans la province de Nord-Ubangi en République démocratique du Congo.
La balise non directionnelle Kotakoli (Ident : KOT ) se trouve à 6,0 milles marins (11,1 km) à l'est de l'aéroport.

## Situation
| Bandundu Basango Mboliasa Bunia Gbadolite Gemena Goma Ilebo Kalemie Kananga Kikwit Kindu Kinshasa-Ndjili Kinshasa-N'Dolo Kisangani Kolwezi Lodja Lubumbashi Matari Matadi Mbandaka Mbuji Mayi Nioki Tshikapa Tshumbe |